# تخم شترمرغ

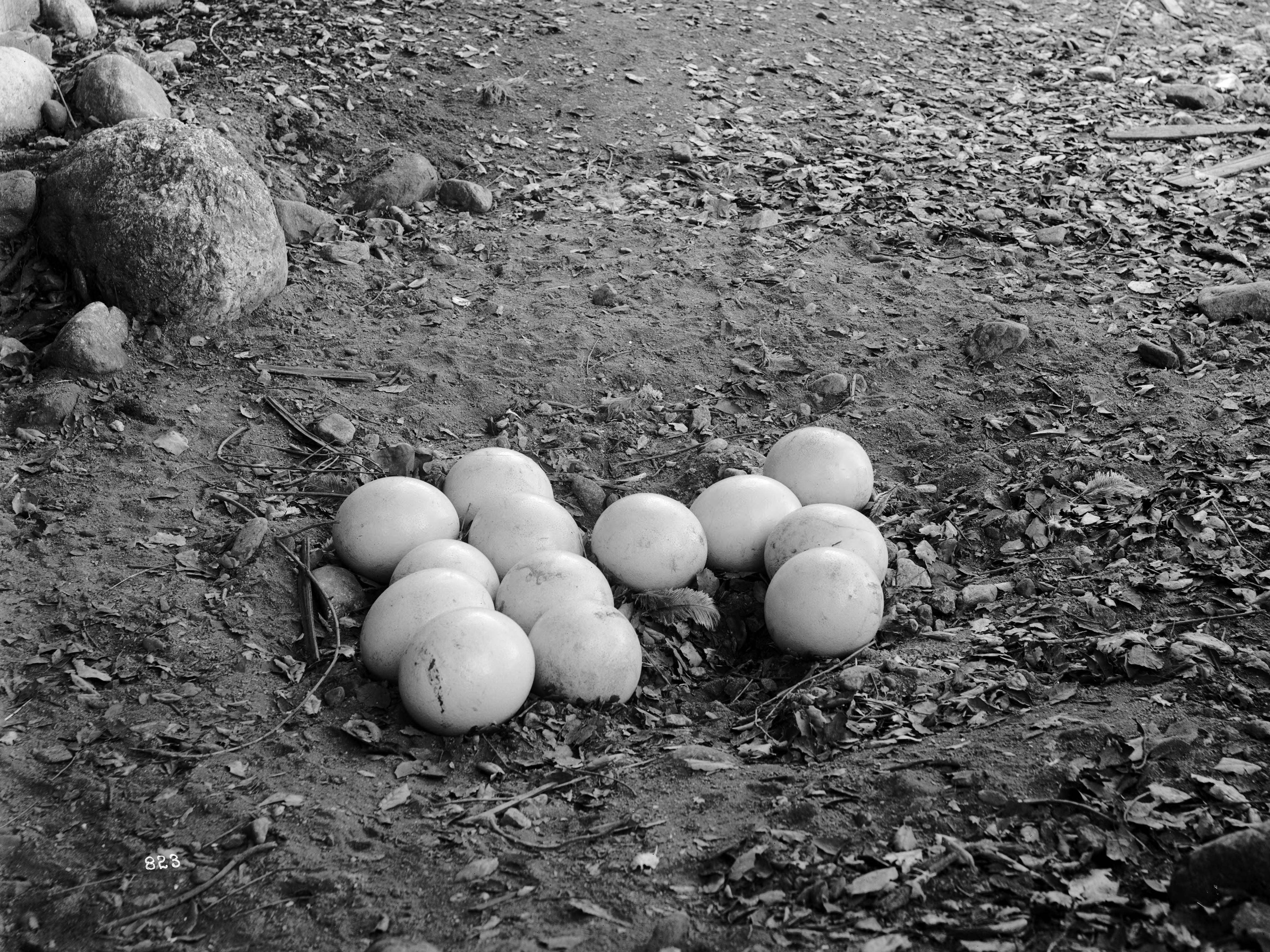
تخم شترمرغ در لانه در مزرعه

تخم شترمرغ سردۀ (نام علمی: Struthio)، بزرگ‌ترین پرنده زنده است (که از نظر اندازه از سردهٔ پرندگان منقرض‌شده فیل‌مرغ بیشتر است). پوسته دارای پیشینهٔ طولانی استفاده توسط انسان به عنوان ظرف و برای کارهای هنری تزئینی از جمله مهره است. تخم آن معمولاً خورده نمی‌شود.

## زیست‌شناسی
شترمرغ معمولی ماده تخم‌های بارورشده خود را در یک لانه مشترک، یک گودال ساده می‌گذارد. لانه به عمق ۳۰ تا ۶۰ سانتیمتر (۱۲–۲۴ اینچ) و ۳ متر (۹٫۸ فوت) پهنا، توسط نر در زمین خراشیده می‌شود. ماده غالب ابتدا تخم‌های خود را می‌گذارد و زمانی که زمان پوشاندن آن‌ها برای جوجه‌کشی فرا می‌رسد، تخم‌های اضافی را از ماده‌های ضعیف‌تر دور می‌اندازد و در بیشتر موارد حدود ۲۰ عدد باقی می‌ماند. یک شترمرغ معمولی ماده می‌تواند تخم‌های خود را از بقیه تخم شترمرغ‌های دیگر در یک لانه مشترک تشخیص دهد. تخم‌های شترمرغ بزرگ‌ترین تخم در میان همه تخم‌ها هستند، اگرچه آنها در واقع کوچک‌ترین تخم‌ها نسبت به اندازه پرنده بالغ هستند - به‌طور میانگین ۱۵ سانتیمتر (۵٫۹ اینچ) طول، ۱۳ سانتیمتر (۵٫۱ اینچ) عرض، و ۱٫۴ کیلوگرم (۳٫۱ پوند) دارند، بیش از ۲۰ برابر وزن تخم مرغ و تنها ۱ تا ۴ درصد اندازه تخم‌مرغ ماده است. آنها به رنگ کرم براق هستند، با پوسته‌های کلفت که با سوراخ‌های کوچک مشخص شده‌اند.
تخم‌ها توسط ماده‌ها در روز و توسط نرها در شب برتخم‌نشینی می‌شوند. در این کار از رنگ دو جنس برای فرار از تشخیص لانه استفاده می‌کند، زیرا ماده بی‌رنگ با شن همرنگ می‌شود، در حالی که نر سیاه تقریباً در شب غیرقابل تشخیص است. دوره برتخم‌نشینی ۳۵ تا ۴۵ روز است، که در مقایسه با دیگر بی‌تیغه‌ها نسبتاً کوتاه است. اعتقاد بر این است که این مورد به دلیل نرخ بالای شکار است. به‌طور معمول، نر از جوجه‌ها دفاع می‌کند و به آنها تغذیه می‌آموزد، اگرچه نرها و ماده‌ها در پرورش جوجه‌ها همکاری می‌کنند. کمتر از ۱۰ درصد از لانه‌ها در دوره ۹ هفته‌ای تخم‌گذاری و جوجه‌کشی زنده می‌مانند و از جوجه‌های زنده‌مانده تنها ۱۵ درصد آنها تا یک سالگی زنده می‌مانند.
خاستگاه احتمالی این افسانه که شترمرغ‌ها سر خود را در شن فرو می‌برند تا از خطر دوری کنند، این واقعیت است که شترمرغ‌ها تخم‌های خود را به جای لانه در سوراخ‌هایی در ماسه نگه می‌دارند و باید آنها را با استفاده از نوک خود در طول جوجه‌کشی بچرخانند. کندن چاله، قرار دادن تخم‌ها و چرخاندن آنها ممکن است هر کدام با تلاشی برای فرو بردن سرشان در شن اشتباه گرفته شود.

## نگارخانه
- تخم شترمرغ در رایتون دوره میسنائن
- تخم پونیک آراسته‌شده
- شترمرغ نشسته روی تخم از کتاب الحیوان
- سدۀ پانزدهم
- بررا مادونا توسط پیرو دلا فرانسسکا (تقریبا سال 1472 میلادی)
- تخم شترمرغ حکاکی‌شده (سدۀ هفدهم)
- یک مرد San people در حال نوشیدن از تخم شترمرغ
- در یک ماهی‌تابه
- مقایسه یک تخم شترمرغ (وسط) با یک فیل‌مرغ (تیره) Aepyornis (بالا چپ)، یک مرغ (پایین چپ) و یک موآ (راست)